# Kröppelshagen-Fahrendorf
Kröppelshagen-Fahrendorf ist eine Gemeinde im Kreis Herzogtum Lauenburg in Schleswig-Holstein östlich von Hamburg.

## Geschichte
Kröppelshagen begegnet als Cropelshaghen erstmals in einem Schriftstück vom Nikolaustag des Jahres 1334. Vorenthorp hingegen wurde bereits 1230 im Ratzeburger Zehntregister urkundlich erwähnt. Vorübergehend verlassen, wurde es um 1600 etwa drei Kilometer südöstlich von Kröppelshagen neu errichtet. Der Ortsname Kröppelshagen-Fahrendorf ist erst ab dem Jahr 1900 gebräuchlich.
Im Jahre 1945 zählte die Gemeinde fast 770 Einwohner, bedingt durch viele Flüchtlinge und Vertriebene. Vieles hat sich seitdem verändert. Die Landwirtschaft nahm stetig ab, derzeit gibt es nur noch sechs Vollerwerbs-Betriebe. Nördlich der heutigen Bundesstraße 207 entstanden zahlreiche neue Wohngebäude. Die Bevölkerungszahl von derzeit 1.078 hat seit 1991 um ca. 14,5 Prozent zugenommen. Nördlich der Bundesstraße 207 liegt auch das Entwicklungspotenzial, wobei die Gemeinde die dörfliche Struktur erhalten möchte.
Nach der Einweihung der Kapelle St. Michael im Jahr 1974 waren die Eröffnung des gemeindlichen Kindergartens im Jahr 1996, die Überplanung des Ortskernes 1998 sowie der Bau des neuen Gemeindehauses 2002 wichtige Fortschritte für die Gemeinde. „Alles unter einem Dach“ war damals die Devise. Seitdem befinden sich die Amtsjugendpflege, der Kröppelshagener Sportverein mit seinen 272 Mitgliedern, die Freiwillige Feuerwehr, die Wasserleitungsgenossenschaft und die Volkshochschule im Haus. Im Jahr 2003 ist die gemeindeeigene Bücherei mit fast 5000 Büchern, die ehrenamtlich verwaltet wird, dazugekommen.

## Politik

### Gemeindevertretung
Seit den Kommunalwahlen 2023 halten die CDU und die Wählergemeinschaft FWK-F jeweils fünf der 13 Gemeindevertretersitze,   DORFleben zwei Sitze und die SPD einen Sitz.
|                   | CDU | SPD | FWK-F | DORF leben | Sitze insgesamt |
| ----------------- | --- | --- | ----- | ---------- | --------------- |
| Kommunalwahl 2013 | 4   | 2   | 3     | 2          | 11              |
| Kommunalwahl 2018 | 4   | 2   | 5     | 2          | 13              |
| Kommunalwahl 2023 | 5   | 1   | 5     | 2          | 13              |

### Wappen
Blasonierung: „Von Schwarz und Gold im Verhältnis 3 : 5 geteilt. Oben eine liegende goldene Hirschstange, unten ein schwarzer Schlehenzweig mit grünen Blättern und schwarzen Früchten.“

## Bilder

Kröppelshagen
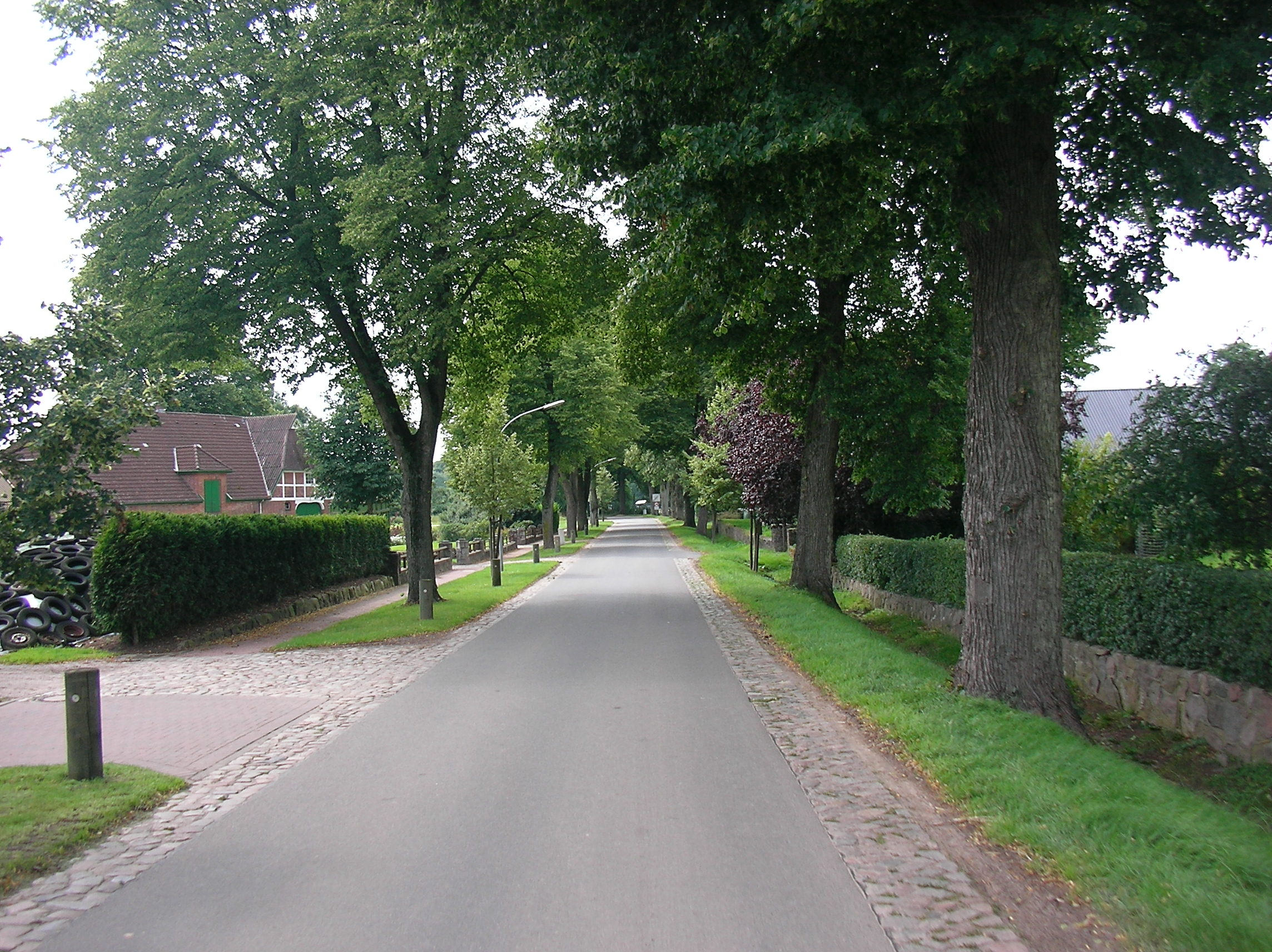
Fahrendorf

## Ehrenbürger
- Emil Duborg (1878–1972), Lehrer, niederdeutscher Autor und Heimatkundler